# Leonard Körting

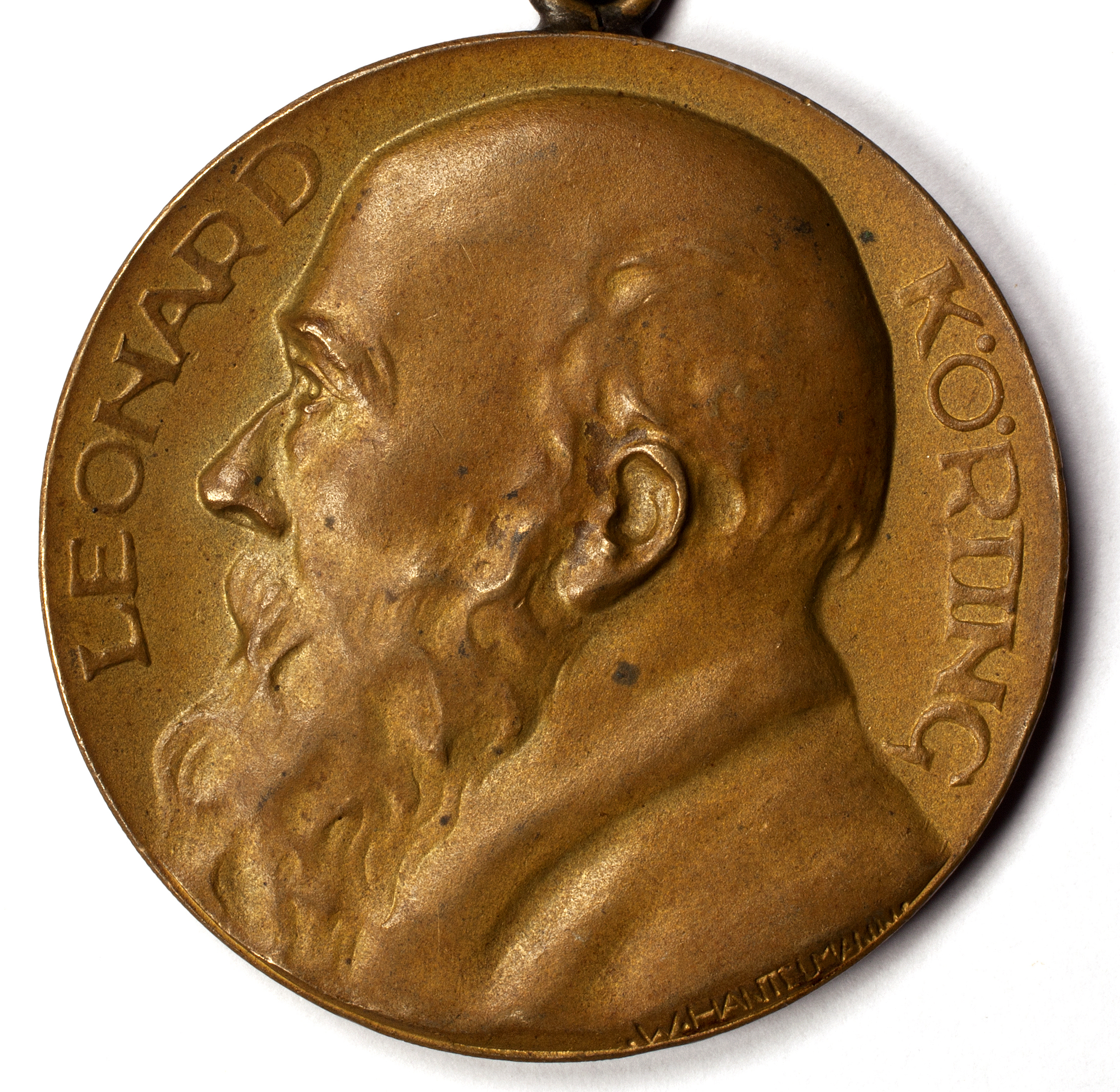
Medaille von 1925 mit dem Brustbild Körtings und der Künstlersignatur des Architekten und Bildhauers Werner Hantelmann aus der Werkstatt von Carl Poellath

Leonard Körting oder Leonhard Körting (Leonhard Johann Heinrich Körting; geboren 13. Juni 1834 in Hannover; gestorben 9. Juli 1930 ebenda) war der erste deutsche Stadtgas-Techniker, Direktor des Gaswerks in Hannover sowie Freimaurer.

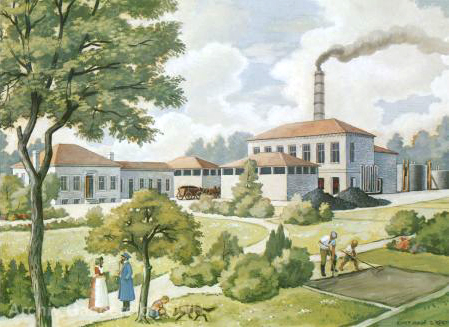
Ölgemälde vom Beginn der Imperial Continental Gas Association (ICGA) an der Glocksee, signiert: „I. Körting 1922, in obigem Wohnhause geboren 1834“ (Original im Besitz des Deutschen Museums in München)

## Leben

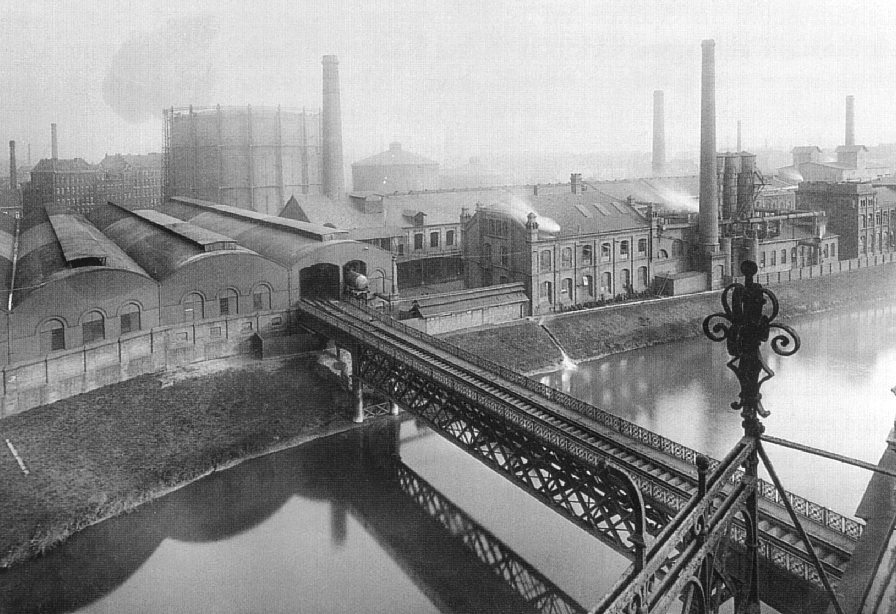
Die Gaswerke zwischen Glocksee und Ihme um 1900

Körting wurde als ältester Sohn des ersten Direktors der hannoverschen Gaswerke, seinerzeit noch die Imperial Continental Gas Association (ICGA), dem Kaufmann Friedrich Ernst Körting (1803–1882) und seiner Ehefrau Sophie (1802–1869), Tochter des hannoverschen Hofmöbeltischlers Johann Heinrich Meyer und der Catharine Sophie Amalie Corneils, geboren. Leonard war der ältere Bruder von Ernst Körting und Berthold Körting, die später in Hannover das Unternehmen Gebrüder Körting begründeten.
Körting besuchte die Polytechnische Schule in Hannover und arbeitete seit 1855 für die Hannoveraner Gaswerke. Von 1878 bis zu seiner Pensionierung 1908 folgte Körting seinem Vater als Direktor der ICGA.

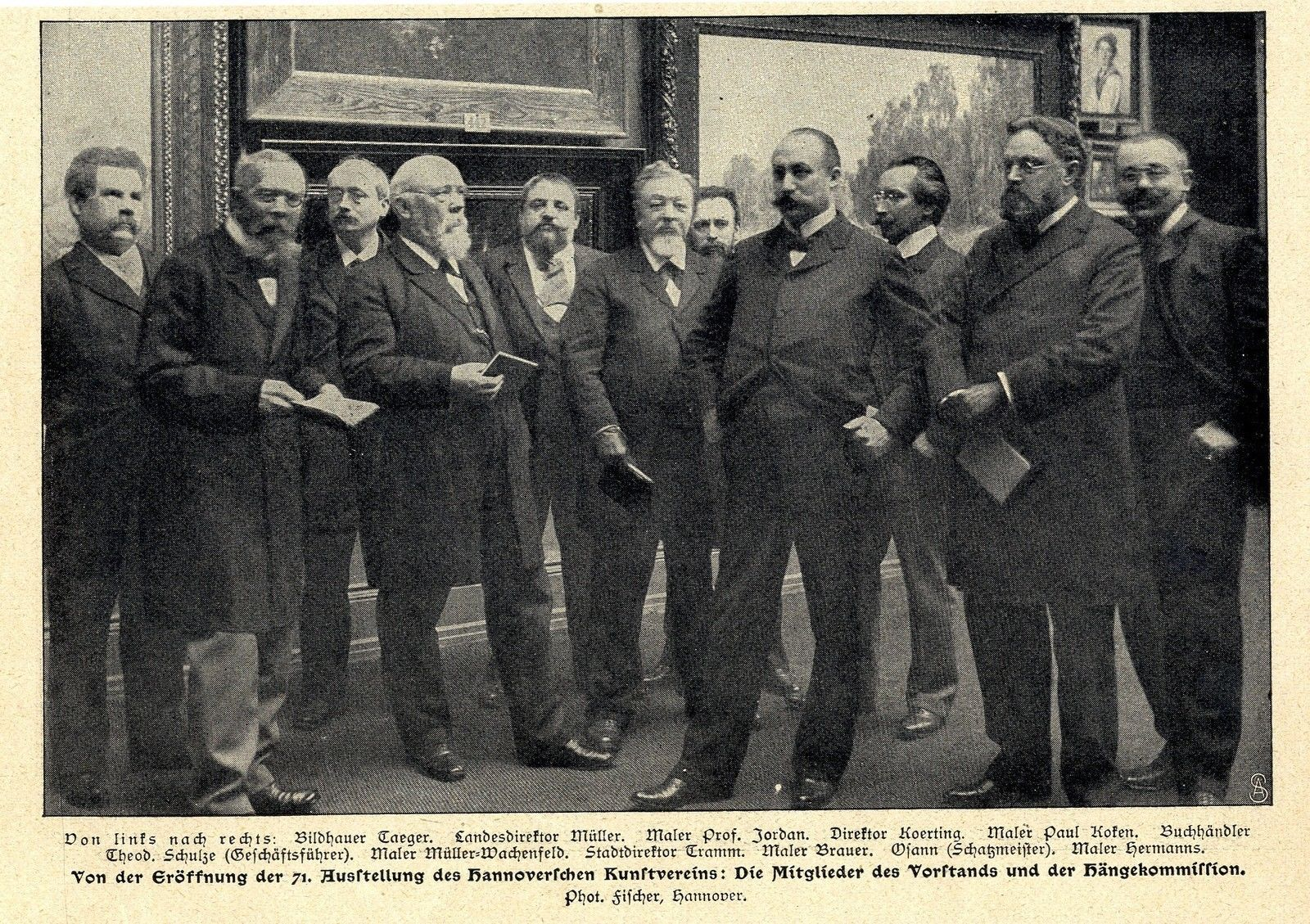
„Direktor Koerting“ (4. von links) als Mitglied im Kunstverein Hannover bei dessen 71. Ausstellungs-Eröffnung;
Fotodruck nach einer Gruppenbild-Aufnahme von Ernst August Fischer, 1903.

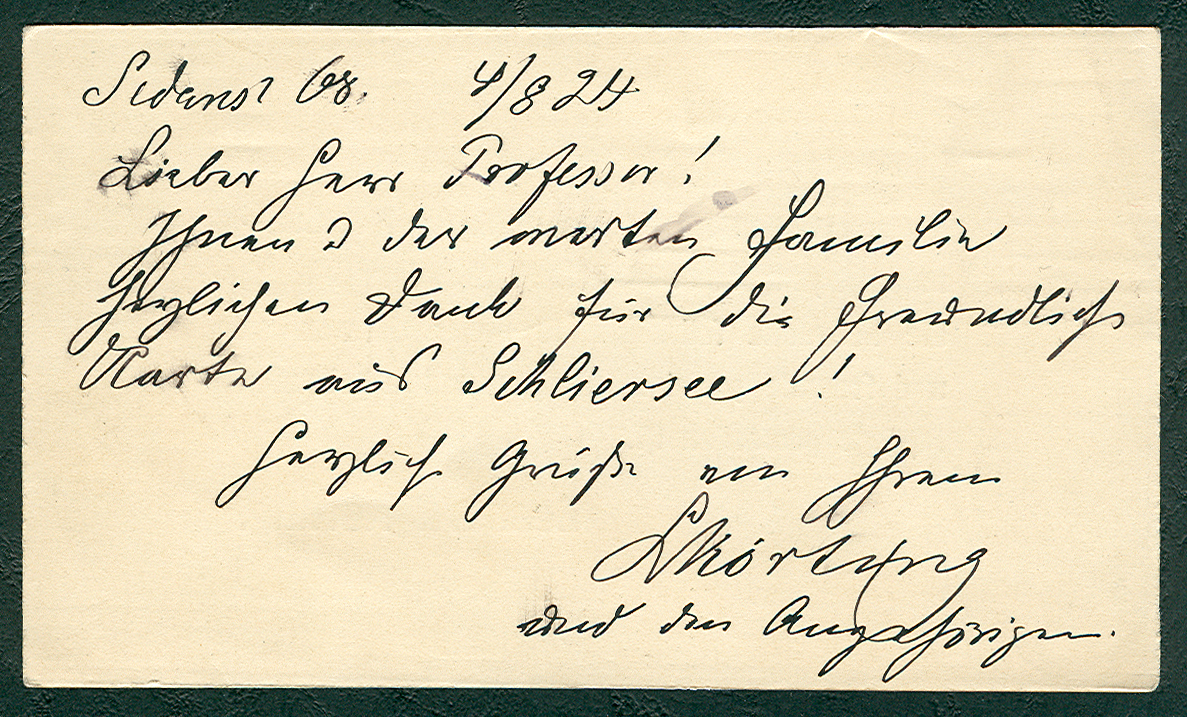
Karten-Rückseite: „Sedanstr. 68 / 4/8 24“ an Professor Georg Herting

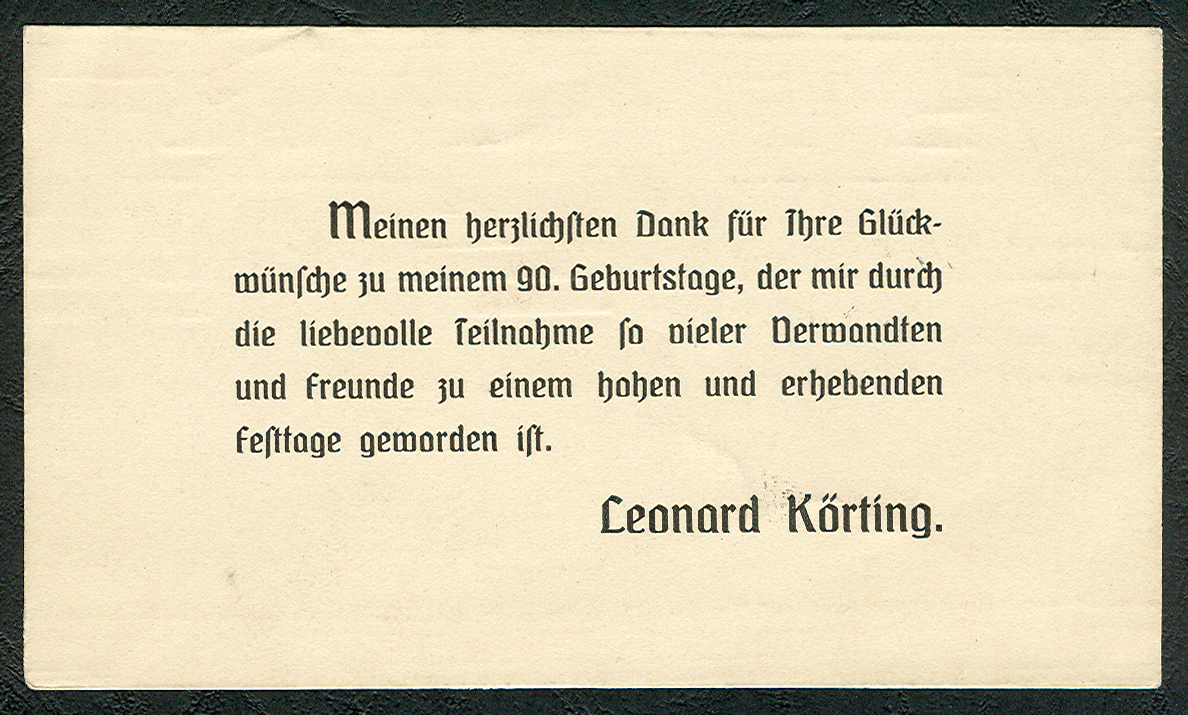
Körtings Dankeskarte für die Glückwünsche zum 90. Geburtstag

1872 bis 1874 war er Vorsitzender des Verein für Freihandschießen Hannover von 1862 e. V. 1886 bis 1922 war er Vorsitzender des Turnklubb zu Hannover. Körting war der Großvater eines Schulfreundes und Mäzen des DADA-Künstlers Kurt Schwitters, mit dem Körting 1912 beispielsweise eine Reise an den Gardasee unternahm. Körting war Freimaurer. 1873 trat er von der Großen Landesloge zur Großloge von Preußen über. Er war Mitglied der Hannoveraner Loge Zum Schwarzen Bär und von 1893 bis 1923 deren Stuhlmeister. 1898 bis 1900 sowie 1900 bis 1903 war Körting Vorsitzender der Deutschen Vereinigung von Gas- u. Wasserfachmännern. Anfang des 20. Jahrhunderts engagierte sich Körting im Vorstand beziehungsweise der Hängekommission des Hannoverschen Kunstvereins, als dieser 1903 seine 71. Ausstellung eröffnete.
1905 erhielt Leonard Körting die Bunsen-Pettenkofer-Ehrentafel der Deutschen Vereinigung von Gas- und Wasserfachmännern.

## Familie
1861 heiratete Körting seine Verlobte Maria Henriette Charlotte Mertens (1834–1920), aus der Ehe sind vier Kinder entsprossen:
- Ernst Körting (1862–1945), der spätere Generaldirektor der Berliner Gaswerke[7]
- Emilie, verheiratet Galley (1863–1934)[16]
- Dipl.-Ing. Johannes Ernst Berthold Körting (1868–1906),[17] der ab 1900 in Moskau arbeitete, wo er auch verstarb.
  - Seine Tochter Dr. med. Wera Gißel war seit 1930 die Ehefrau von Oberfeldarzt Prof. Dr. med. habil. Heinrich Gißel.
- Alfred Adolf Conrad Carl Körting (1873–1954)[18]

## Ehrungen und Porträts
- Die Großloge von Preußen verlieh seit 1898 die Körting-Medaille, geschaffen vom Bildhauer Werner Hantelmann[19], auf der Vorderseite das Brustbild von Leonard Körting
- 1925 schuf der Bildhauer Werner Hantelmann eine bronzene Medaille mit der Umschrift „Zum 70jährigen Maurerjubiläum 1925“ um einen an einer Säule stehenden Bären, dem Hinweis auf die Loge Zum Schwarzen Bären. Die Medaille mit 38,2 mm Durchmesser zeigt auf der anderen Seite ein Brustbild des Stuhlmeisters der Loge mit der Namens-Schreibweise „Leonard Körting“.[20]
- Es existiert eine 285 × 282 mm große bronzene Gußplatte mit einem ähnlich, jedoch prägnanter ausmoduliertem Brustbild zwischen drei Säulen mit verschiedenen Kapitellen, sowie – in Stirnhöhe – die Buchstaben „AET S XCVI“, undatiert, ebenfalls mit der Namensschreibweise „Leonard Körting“ untertitelt[21]

## Schriften (Auswahl)
- Johannisgruß. Ansprache des … Körting am Johannisfeste der Loge zum schwarzen Bär in Hannover 1912. Hannover 1912.
- Reden und Trinksprüche, gehalten im Turnklubb zu Hannover in den Jahren 1872 bis 1913. Hannover 1913.